# OoVoo
ooVoo — публічний сервіс для організації відеоконференцій та миттєвого обміну повідомленнями в Інтернет. Сервіс розроблений америко-ізраїльською компанією ooVoo в 2007 році. У 2008 вийшла версія з розширеними функціями. 25 листопада 2017, ooVoo повідомила в Twitter що сервіс буде закритий.
ooVoo не використовувала комп'ютер користувача як посередницький вузол, як це робить Skype. Сервіс користувався власною інфраструктурою для керування всіма телефонними та відео дзвінками. Комп'ютер абонента використовувався лише для підтримання діяльності програми-клієнта.
Під час встановлення програма виконувала спробу автоматично визначити вебкамеру та ширину каналу підключення до Інтернету, не потребуючи вводити параметри вручну.
Давала змогу телефонувати абонентам незалежно від того, чи встановлена програма на їх комп'ютерах: користувач отримував лінк, перейшовши за яким може було приєднатися до бесіди через свій вебоглядач.
ooVoo давала змогу запросити до розмови користувачів:
- поштових сервісів — Gmail, Yahoo, Hotmail, AOL.
- соціальних мереж — MySpace, Linkedin, Friendster, Bebo, Hi5, Blackplanet.
- клієнтів миттєвого обміну повідомами — Skype, Yahoo Messenger, Windows Live Messenger, AIM, ICQ, Jabber.

Функції: відео дзвінки, відео пошта, запис відео розмов, телефонні і відео розмови одночасно із шістьма абонентами, передача файлів (максимум 25мб), миттєва передача текстових повідомлень, сумісність з Windows i Mac OS.